# Braughing
Braughing è un villaggio situato tra i fiumi Quin e Rib, nel distretto non-metropolitano dell'East Hertfordshire, parte della contea inglese di Hertfordshire, Inghilterra. Braughing è stato un distretto rurale in Hertfordshire dal 1935 al 1974.

## Storia
Sono state rilevate presenze di attività umane risalenti al Mesolitico, Neolitico e dell'Età del Bronzo, ma gli insediamenti abitativi risalgono all'età del ferro, intorno al III secolo a.C. 
Probabilmente è stato un centro commerciale grazie alla sua posizione sul fiume Rib, dove esso cessava di essere navigabile, fornendo però un accesso al più grande fiume Lea. Alla fine dell'epoca pre-romana potrebbe essere stata la capitale del Trinovantes e la sede di re quali Addedomarus e Tasciovanus.
Presso il ponte Ford, vicino Braughing, vi era una città piuttosto importante in epoca romana, situata vicino a diverse importanti strade romane, tra cui Ermine Street (ora A10), Stane Street (ora la A120) e l'Icknield way. La città fu un centro romano industriale per la produzione di ceramica. Questo è testimoniato dalle volte in cui il fiume Rib è in piena: mattoni, piastrelle ed altri manufatti interessanti di epoca romana vengono alla luce.
Il nome latino della cittadina è oggi ignoto.

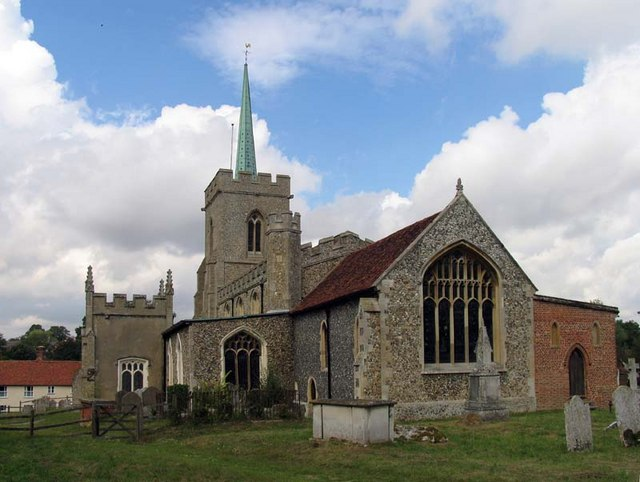
St Mary, Braughing

## Frazioni
Oltre al centro vero e proprio, Braughing comprende le seguenti frazioni (hamlet):
- Bozen Green
- Braughing Friars
- Brent Pelham

## Curiosità
Il paese è famoso per la salsiccia di maiale di Braughing, fatta per la prima volta nel 1954 da Douglas White e sua moglie Anna. La ricetta è rimasta negli anni la stessa e le salsicce sono fatte ancora in negozio seguendo la ricetta originale.